# Nahwärme

Die vier Generationen von Nah- und Fernwärmesystemen samt ihren Wärmequellen

Als Nahwärme wird die Lieferung von Wärme zum Zweck der Gebäudeheizung bezeichnet, wenn dies nur über eine verhältnismäßig kurze Strecke erfolgt. Der Übergang zur Fernwärme und den dort vorherrschenden größeren Wärmemengen und dem ausgedehnteren Leitungsnetz ist fließend.

## Technische Umsetzung

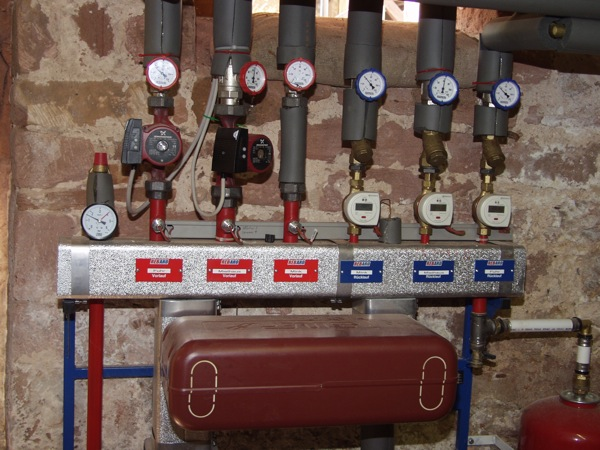
Nahwärmeverteiler im Keller eines Mehrfamilienhauses mit Wärmezählern für die einzelnen Abnehmer

### Konventionelle Systeme
Die Versorgung mit Nahwärme erfolgt über ein Wärmenetz. Durch ein verzweigtes Leitungsnetz wird als Wärmespeicher und Transportmedium Wasser in den  Heizkreis gepumpt. Über Wärmetauscher wird das Wasser durch die von einem oder mehreren Wärmeerzeugern abgegebene Wärmeenergie erhitzt, die Wärme wird mit dem Wasser zum Verbraucher transportiert (Vorlauf) und dort ebenfalls über Wärmetauscher an den Heizkreislauf des Abnehmers abgegeben. Das abgekühlte Wasser fließt über den Rücklauf zurück. Für die Wärmeverteilung werden wegen der einfachen Verlegung meist flexible Verbundrohre verlegt, daneben kommen auch Kunststoffmantelverbundrohre zum Einsatz.
Im Unterschied zu Fernwärme wird Nahwärme in kleineren Einheiten dezentral realisiert; für Nahwärmenetze typische thermische Leistungen liegen zwischen 50 Kilowatt und einigen Megawatt. Zudem kann die Wärme bei relativ niedrigen Temperaturen übertragen werden. Daher lässt sich neben der in Heizwerken und Blockheizkraftwerken erzeugten thermische Energie auch die bei niedrigeren Temperaturen anfallende Wärme aus Sonnenkollektoranlagen oder niedertemperaturigen Erdwärmeanlagen durch Nahwärme verwerten.
Nahwärmenetze bedienen mehrere Gebäude eines Wohn- oder Gewerbegebietes oder einer Gemeinde. Der für die Versorgung von Nahwärmenetzen benötigte Leistungsbereich stimmt überein mit der Größenordnung der Leistungsabgabe dezentraler Energieerzeugungsanlagen, wie sie vor allem bei der Nutzung von Bioenergie eingesetzt werden. Daher entstehen Nahwärmenetze oft gemeinsam mit Biogasanlagen und Biomasseheizwerken.

### Anlagen für Solarenergie

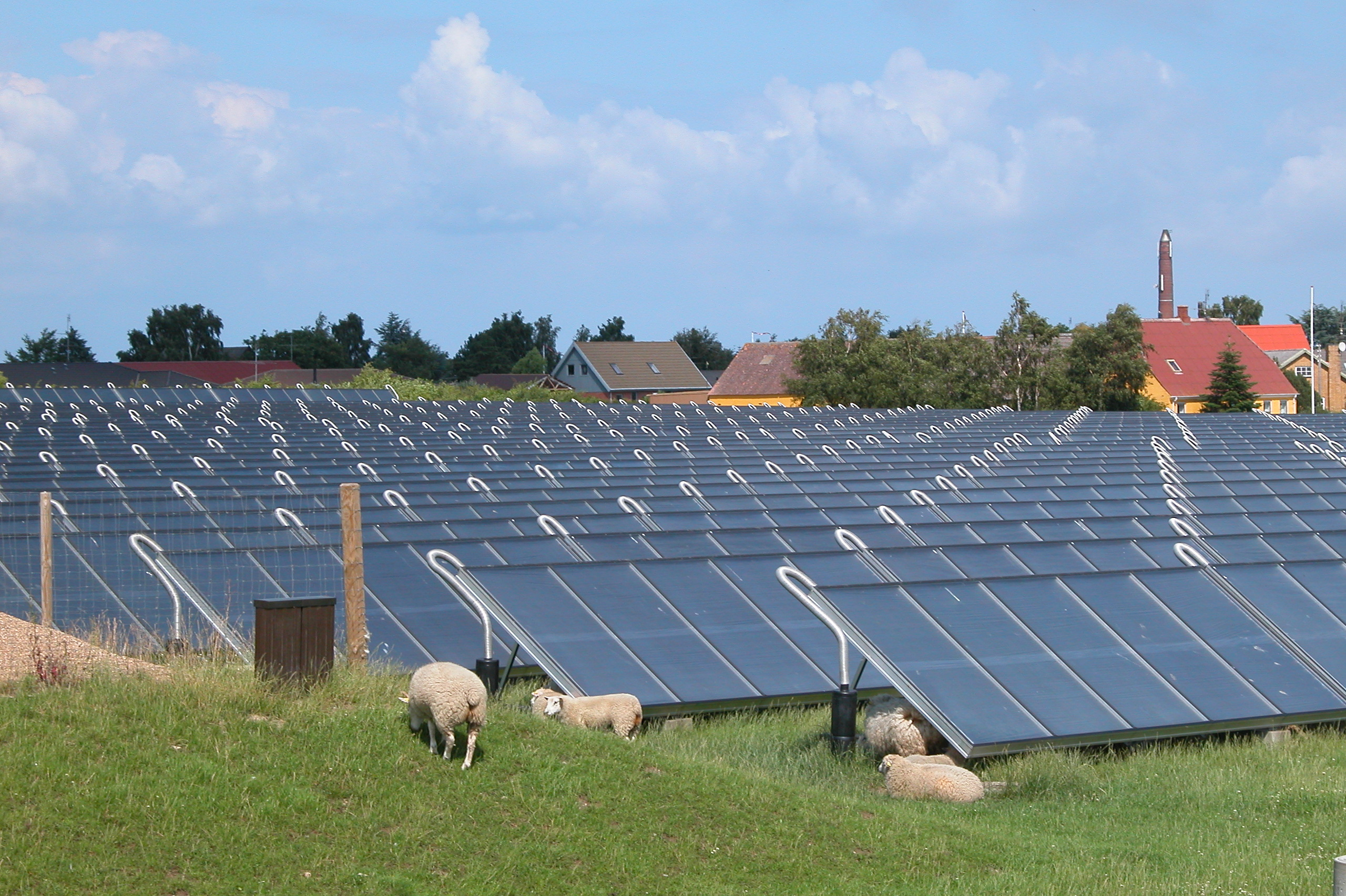
Solare Fernwärme: Freiflächen-Solarthermieanlage des Wärmeverbundes Marstal

Bei Integration von Saisonalspeichern als Langzeitspeicher, kann bei durch solarthermisch erzeugter Energie solare Deckungsgrade von sogar über 100 Prozent erreicht werden, damit wäre es ein Plusenergiehaus, wobei Überschüsse an andere Gebäude weitergeleitet werden. So kann der Anteil erneuerbarer Energien deutlich erhöht werden und das inzwischen zu konkurrenzfähigen Kosten pro Kilowattstunde.

### Kalte Nahwärme
Neben herkömmlichen Systemen existieren sogenannte kalte Nahwärmesysteme, z. T. auch als Low-Ex oder Anergienetze bezeichnet, die mit Übertragungstemperaturen unter 30 °C arbeiten. Zur Wärmeübertragung wird dabei eine frostbeständige Sole eingesetzt, die die Wärmeenergie von Haus zu Haus transportiert und dabei im Betrieb durch die nicht isolierten Rohre Umgebungswärme aufnimmt. In den einzelnen angeschlossenen Haushalten wird die Temperatur dann mittels monovalent betriebener Wärmepumpenheizungen auf die nötige Heiztemperatur angehoben. Kalte Nahwärmenetze haben auf diese Weise keine Wärmeverluste in den Leitungen (wichtig insbesondere bei Neubauten mit nur geringem Heizenergiebedarf), sondern erzielen zusätzliche Energiegewinne durch Umweltwärme. Als Wärmequellen können z. B. Grundwasserbrunnen oder Solarthermiekollektoren, Wärmeenergie aus Regenwasser dienen oder Abwärme von Industrie- oder Gewerbegebieten genutzt werden, die im Gegensatz zu herkömmlichen Systemen durch die niedrigen Betriebstemperaturen der Leitungen auch auf Niedertemperaturbasis vorliegen kann. Weitere mögliche Wärmequellen sind sog. Agrothermie-Anlagen zur Gewinnung von Wärmeenergie aus landwirtschaftlich genutzten Böden. Durch die Nutzung von Umweltwärme in Verbindung mit Strom aus erneuerbaren Energien für die Wärmepumpen ermöglichen kalte Nahwärmesysteme eine vollständig erneuerbare Wärmeversorgung.
Die ersten solchen Systeme wurden in der Schweiz errichtet, so z. B. in Oberwald VS, wo 1991 ein Kaltwärmenetz errichtet wurde, das von dem Entwässerungswasser des Furka-Basistunnels gespeist wird und knapp 180 Wohnungen sowie eine Sportanlage versorgt. In Deutschland existieren Anlagen unter anderem in Wüstenrot, Aurich, Troisdorf und Hamburg, die von verschiedenen Wärmequellen wie z. B. Geothermie, Grundwasser und Abwärme einer Molkerei gespeist werden.

## Politische Zielsetzungen
Nahwärmenetze werden von der Politik gefördert, da sie eine Möglichkeit bieten, dezentral erzeugte Wärmeenergie zum Nutzer zu transportieren. Dadurch ist ein Energieerzeugungssystem mit insgesamt hoher Energieeffizienz bei hoher Wertschöpfung in den Regionen möglich. Zudem sind Nahwärmenetze, wie oben im Abschnitt Technische Umsetzung ausgeführt, ein Baustein der politisch gewünschten Ausweitung einer Nutzung erneuerbarer Energiequellen.

## Förderung
In Deutschland wird die Errichtung von Nahwärmenetzen unter bestimmten Voraussetzungen gefördert. Erfolgt die Erzeugung der Wärmeenergie in Kraft-Wärme-Kopplung, sind Investitionszuschüsse durch das Bundesamt für Wirtschaft und Ausfuhrkontrolle möglich; wird die Wärme mit erneuerbaren Energieträgern erzeugt, können öffentliche Förderungen über die KfW Mittelstandsbank in Anspruch genommen werden.

## Rechtliches
Rechtlich wird zwischen Nah- und Fernwärme nicht unterschieden. Der Bundesgerichtshof definiert Fernwärme unabhängig von der Entfernung über die Lieferbeziehung:

„Wird Wärme von einem Dritten nach unternehmenswirtschaftlichen Gesichtspunkten eigenständig produziert und an andere geliefert, so handelt es sich um Fernwärme. Auf die Nähe der Anlage zu den zu versorgenden Gebäuden oder das Vorhandensein eines größeren Leitungsnetzes kommt es nicht an.“

Auch die Betriebstemperatur gilt nicht als rechtliches Kriterium für eine Unterscheidung.